# Simona Branchetti
Simona Branchetti (Meldola, 15 agosto 1976) è una giornalista e conduttrice televisiva italiana.

## Biografia
Si è laureata in Giurisprudenza presso l'Università di Bologna con una tesi in procedura civile. Nel 2002 ha collaborato con il quotidiano La Voce di Forlì e altri giornali locali dell'Emilia-Romagna, ottenendo l'attestato di giornalista professionista nel 2005.
Contemporaneamente alle testate giornalistiche, è presente in alcuni programmi d'intrattenimento di Odeon TV, Happy Channel e TMC. Nell'ottobre del 2002 è arrivata a Stream TV, lavorando nella redazione del programma di approfondimento (Focus) Agrinews e del tg StreamNews.
Dal 2003 al 2007 ha lavorato per la redazione di Sky TG24, dove ha condotto il telegiornale nella fascia pomeridiana in coppia con Marco Congiu e la rubrica di approfondimento meteorologico Bel tempo si spera, di cui è stata anche autrice.
Dall'ottobre 2007 è stata assunta nella redazione romana del TG5 in onda su Canale 5. Inizia come conduttrice dell'edizione mattutina e dal 2008 conduce l'edizione delle 13:00, prima in coppia con il giornalista Giuseppe Brindisi e poi da sola dal 2009. In redazione si occupa di cronaca e di temi legati al benessere, medicina e salute.
Nel 2020 ha pubblicato il suo primo libro, Donne è arrivato lo smart working, edito da Edizioni Leima.
Dal 26 luglio 2021 al 22 settembre 2023 ha condotto su Canale 5 il programma mattutino Morning News, spin-off di Mattino Cinque. Dal 20 dicembre 2021 al 14 gennaio 2022 ha condotto su Canale 5 il programma Pomeriggio Cinque News, spin-off di Pomeriggio Cinque.
Nel 2022 per festeggiare i trent'anni di storia del TG5, è stata intervistata insieme alle sue colleghe Roberta Floris e Susanna Galeazzi nel programma Verissimo in onda su Canale 5 con la conduzione di Silvia Toffanin. Il 9 ottobre 2022 è stata vittima del programma Scherzi a parte, condotto da Enrico Papi. Nell'ottobre 2022 ha ricevuto il premio Italian TV Awards consegnato durante la Festa del cinema di Roma. Nel gennaio 2023 al Campidoglio di Roma ha vinto il Premio "Antenna d'oro per la Tivvù".
Dal 17 giugno al 30 agosto 2024 è tornata a condurre su Canale 5 il programma Pomeriggio Cinque News, spin-off di Pomeriggio Cinque. Il 25 ottobre 2024 ha sostituito Myrta Merlino alla conduzione di Pomeriggio Cinque.

## Vita privata
Dal 2008 al 2013 è stata sposata con il conduttore televisivo e radiofonico Federico Quaranta. Nel 2016 lei ha iniziato a frequentare l'avvocato Carlo Longari, con il quale si è sposata l'anno successivo, per poi separarsi nel 2021.

## Programmi televisivi
- (Focus) Agrinews (Stream TV, 2002)
- StreamNews (Stream TV, 2002)
- Sky TG24 (Sky TG24, 2003-2007)
- TG5 (Canale 5, dal 2007)
- Pomeriggio Cinque News (Canale 5, 2021-2022, 2024)
- Morning News (Canale 5, 2021-2023)
- Pomeriggio Cinque (Canale 5, 2024)

## Opere
- Simona Branchetti, Donne è arrivato lo smart working, Edizioni Leima, 2020, ISBN 978-88-32290-04-2.

## Riconoscimenti
- 2023: Premio "Antenna d'Oro per la Tivvù"[24]